# The Dark Corner
The Dark Corner (bra: Envolto nas Sombras; prt: Perdido na Sombra) é um filme estadunidense de 1946, dos gêneros drama, policial e suspense, dirigido por Henry Hathaway, com roteiro baseado no folhetim "The Dark Corner", de Leo Rosten, publicado na revista Good Housekeeping em julho e agosto de 1945.

## Elenco
- Lucille Ball ... Kathleen
- Clifton Webb ... Hardy Cathcart
- William Bendix ... Stauffer, apelido Fred Foss
- Mark Stevens ... Bradford Galt
- Kurt Kreuger ... Anthony Jardine
- Cathy Downs ... Mari Cathcart
- Reed Hadley ... Tenente Frank Reeves
- Constance Collier ... Senhora Kingsley
- Eddie Heywood ... Ele mesmo

## Sinopse
Secretária de um detetive, preso por armadilha de seu sócio, ajuda-o contra nova armação para incriminá-lo, desta vez por homicídio.